# Psicologia de les masses i anàlisi del jo
Psicologia de les masses i anàlisi del jo (en  alemany Massenpsychologie und Ich-Analyse) és una obra de Sigmund Freud publicada 1921. La «simple idea» d'explicar la psicologia de les masses sorgiria en la primavera de 1919, iniciant la seva elaboració, esborrany inclòs, a l'any següent. La seva forma definitiva quedaria gestada a la primavera de 1921, no sent publicada fins a l'estiu.
Les idees exposades en aquest llibre s'inspiren en les següents tres fonts:
- Tòtem i tabú
- Introducció del narcisisme
- Dol i malenconia

Reprendrà al seu torn els seus estudis sobre l'hipnotisme i la suggestió, ja tractats aviat en la seva etapa inicial amb Jean-Martin Charcot.
La importància fonamental d'aquesta obra apunta en dues diferents direccions:
1. La psicologia de les masses queda explicada a partir dels canvis en la psicologia del pensament separat.
2. Resulta ser un avanç en la investigació sobre l'anatomia estructural de la psique, introduïda a Més enllà del principi de plaer i desenvolupada en El jo i l'allò.